# セブンツーセブン
株式会社セブンツーセブン (Seven Two Seven Co.,Ltd.) は、大阪府大阪市中央区に本社を置く化粧品メーカーである。

## 会社概要
大阪に本社をおく化粧品メーカー。美容室専売で、一般消費者へは契約美容室を通じて化粧品を販売している。元々は薬局を販路としていたが、1967年より契約美容室を通じた販売に転換した。社名は同社の創業者である宮副武次の誕生日、7月27日に因んでつけられている。

## 野立て看板
新幹線の車窓から見えやすい範囲に設置されている野立て看板の世界において、ローズテクニー（京都西川）とともに最大の広告主として知られており、上に大きく『727』、下に小さく『COSMETICS』と記した野立て看板を展開している。現在の看板は3代目。多数の野立て看板設置は社独自の広告手法を追求したものであり、高速で走る新幹線列車の車窓において、『727』を大きく表記することによって、当社の看板であることをアピールする為である。
東海道新幹線沿いには1979年から設置を始め、2014年現在では5分に1本見える程度の間隔で設置されている。このように「新幹線の看板」としての認知度を上げた結果、セブンツーセブンの承諾を得て鉄道模型用のパーツとしても発売されたこともある。このうち、東海道・山陽・東北・上越新幹線沿線に設置されている。沿線の広告物設置が条例で禁止されている九州新幹線のほか、北陸・北海道新幹線沿線には2018年現在設置されていない。新幹線の沿線以外には、本社工場のある柏原市の高尾山中腹および同市も通過している近畿日本鉄道大阪線の一部箇所にも野立て看板が設置されている。
野立て看板で社名は広く知られるようになった一方、事業内容については周知出来ておらず、航空会社やパチンコ屋などと誤解されるケースも多かった。これを受けて、セブンツーセブンは2019年1月7日付の朝日新聞大阪本社版（近畿2府4県）にて、Wikipediaの同社当該ページの2018年10月16日 (火) 16:48版スクリーンショットを引用した全面広告を掲載した。この広告は、同年の日本新聞協会主催の新聞広告賞において「新聞とネットをうまく掛け合わせ、端的な表現で企業への認知と理解を深めた」と評価され、広告主部門・新聞広告賞を受賞した。
2023年2月に各民放テレビ局などで放映を開始した東海旅客鉄道（JR東海）のテレビコマーシャルにおいて、本企業の野立て看板が登場した。その後、JR東海は本企業とコラボレーション企画を行うことを同年4月に発表し、Twitterのクイズに正解した中から抽選で本企業の商品をプレゼントするキャンペーンを同年5月に行うことを明らかにした。

## 沿革
- 1945年（昭和20年） - 創業者・宮副武次が、大阪大学の研究所の指導の下、肌を傷つけにくい粉おしろいを開発[2][3]。
- 1951年（昭和26年） - 製造部門として、株式会社セブン化学設立。
- 1990年（平成2年） - 新本社完成。

## 野立て看板の変遷

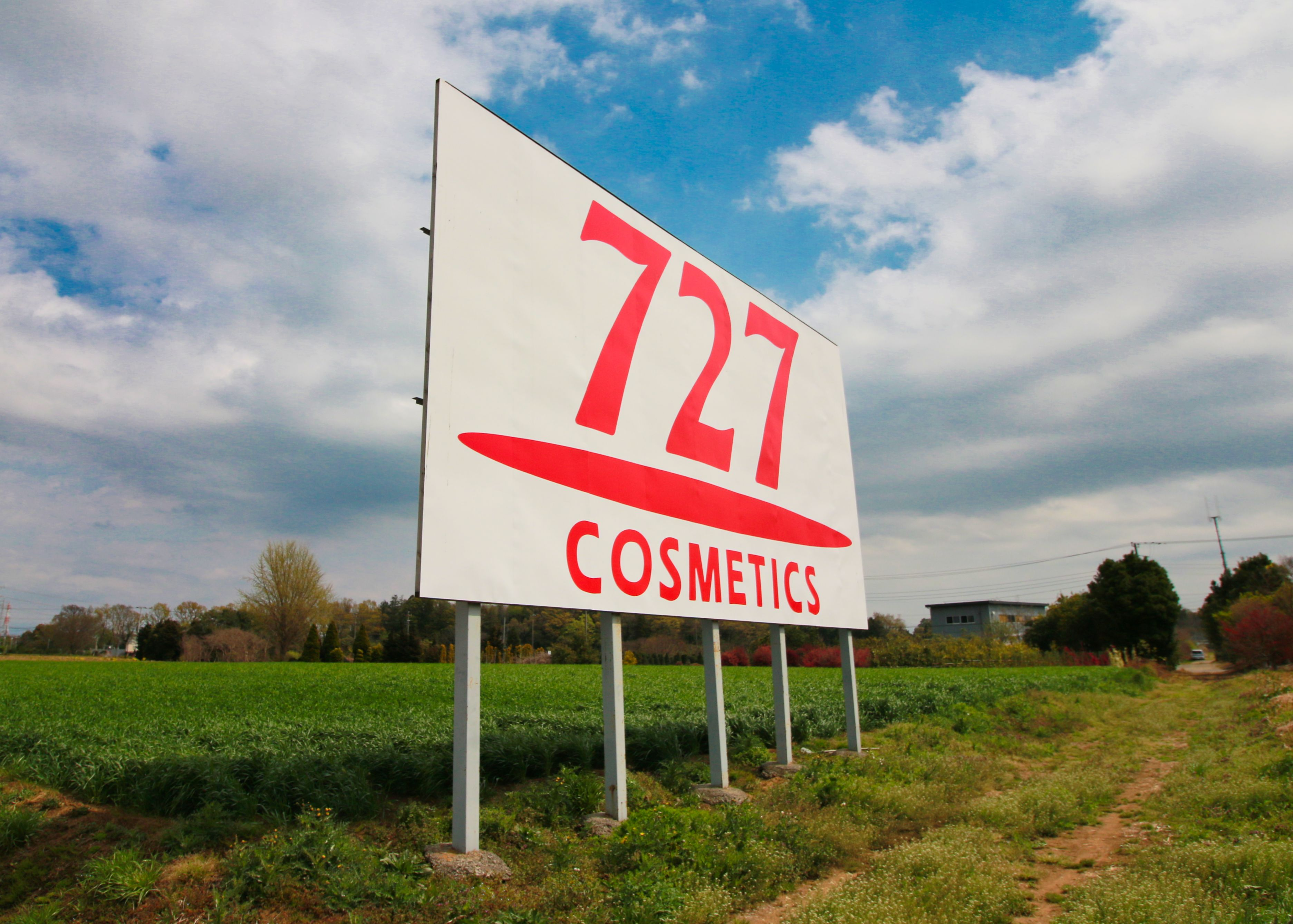
野立て看板。神奈川県藤沢市内にて2020年4月撮影。

初代
白地の看板で、上部に赤色の楕円で囲んだ白文字の「727」、下部に赤文字の「化粧品」を配置している。
2代目
初代の看板が設置されている風景を撮影した写真の上下に「美容室が、おこたえします。」「セブンツーセブン化粧品」の文字を配置している。
3代目（現在）
白地赤文字の看板で、上部に大きな文字で「727」、水平線（実際は非常に扁平な楕円形）を挟んで下部に小さな文字で「COSMETICS」の文字を配置している。